# كرنب (بئر السبع)
كرنب هي قرية فلسطينية مهجرة كانت تقع على بعد 40 كم من الجنوب الشرقي لمدينة بئر السبع.

## الجغرافيا
تقع القرية على رقعة مدينة مامبسيس النبطية/البزينطية، وهناك آثار أديرة وكنائس وحصون ومخافر وبقايا معمارية وسدود ففي وادي أم الحيتان هناك تين وزيتون روماني، وربما تقوم على أنقاض بلدة المدرة التي تعتبر من بين مدن مدين الفلسطينية بحسب المقريزي، وكانت كرنب محاطة بسور علوه ثلاثة أمتار لصدّ الأعداء عنها. تقع على بعد 40 كم من الجنوب شرقي لبئر السبع في أراضي عشيرتي الظلام والقديرات، وترتبط بكل من بئر السبع وخليج العقبة بطريق معبدة، وكانت بالماضي ملتقى طرق يتجّه إلى القدس والعقبة وغزة. تقع على سلسلة جبال الحثيرة بين جبلي القناصية والزليفة، حيث يلتقي شرقي سهل السر بغربي سهل تريبة، وهي تقع على ضفة وادي أم الحيتان أحد روافد وادي اليرقا الذي يصبّ بالبحر الميت. 
مخطط القرية شبه منحرف، كان في القرية مخفرا للشرطة ودكاكين، فيها الكثير من السدود لمنع انهيارات التربة حيث تكثر بالقرية الزراعة البعلية.
بلغ عدد سكان القربة عام 1954 حوالي 155 نسمة

## تهجير القرية
دمرت القرية عام 1948 وهجّر أهلها في حملة العصابات الصهيونية وسميت حملة عوفدا.

## القرية اليوم
على الشمال الغربي من أراضي القرية تقوم مستوطنة ديمونا الإسرائيلية.